# Ornithidium affine
Ornithidium affine là một loài thực vật có hoa trong họ Lan. Loài này được (Poepp. & Endl.) M.A.Blanco & Ojeda mô tả khoa học đầu tiên năm 2007.